# Monte Tolentino
Monte Tolentino è un rilievo dei Monti Reatini che si trova nel Lazio, nella provincia di Rieti, nel comune di Leonessa.